# Eddie Hazel
Edward Earl "Eddie" Hazel (10 de abril de 1950-23 de diciembre de 1992) fue un pionero e influyente guitarrista en los principios de la música funk en los Estados Unidos, famoso por su trabajo de ser el guitarrista principal con el grupo Parliament-Funkadelic. Hazel es un miembro del Rock and Roll Hall of Fame, inscrito en 1997 con otros quince miembros de Parliament-Funkadelic.

## Biografía

### Primeras Etapas
Nacido en Brooklyn, Nueva York, en 1950, Hazel creció en Plainfield, Nueva Jersey, porque su madre, Grace Cook, quería que su hijo creciera en un entorno sin las presiones de las drogas y delitos de las que se sentía invadido en la ciudad de Nueva York. Hazel se ocupó de sí mismo desde una temprana edad por tocar la guitarra, que le dio como regalo de Navidad su hermano mayor. Hazel también cantaba en la iglesia. A los 12 años, Hazel conoció a Billy "Bass" Nelson, los 2 se convirtieron rápidamente en buenos amigos, cantando y tocando la guitarra, antes de añadir a Harvey McGee, un baterista a la banda.

### Carrera
En 1967, The Parliaments, una banda basada en el doo wop encabezada por George Clinton, tenía una grabación exitosa llamada "(I Wanna) Testify". Clinton contrató apoyo para una gira de la banda, contratando a Nelson como el bajista, quien a su vez recomendó Hazel como guitarrista. Hazel se encontraba en Newark, Nueva Jersey trabajando con George Blackwell y no pudo llegar. Después de que Nelson regresara de la gira, trató de reclutar a Hazel. Su madre en la primera oportunidad vetó la idea diciendo que Hazel sólo tenía diecisiete años, pero Clinton y Nelson trabajaron juntos para cambiar su decisión.
A finales de 1967, The Parliaments estuvo de gira con Nelson y Hazel. En Filadelfia, Pensilvania, conoció y entabló amistad con Tiki Fulwood, que sustituyó rápidamente al baterista de The Parliaments. Nelson, Hazel y Fulwood se convirtieron en la columna de Funkadelic, que fue originalmente la copia de seguridad de la banda Parliaments, sólo más tarde se convertiría en un grupo independiente cuando las dificultades jurídicas obligaron al grupo (temporalmente) a abandonar el nombre "The Parliaments".
El doo wop de Parliaments rápidamente comenzó a desarrollar un estilo Soul psicodélico y Hard rock influenciado tanto por Jimi Hendrix como Frankie Lymon. El cambio a Funkadelic y Parliament se completa con la adición de Tawl Ross y Bernie Worrell (guitarra rítmica y teclados, respectivamente), mientras tanto, Eddie colaboró también el la carrera solista de Ruth Coperland, miembro de Parliament desde 1968 hasta 1973. Los álbumes Self Portait (1969, Ruth Coperland) Funkadelic (1970, Funkadelic), Osmium (1970, Parliament), Free Your Mind... And Your Ass Will Follow (1970, Funkadelic), I Am what I Am (1971, Ruth Coperland) Maggot Brain (1971, Funkadelic) fueron los primeros cinco, lanzados en apenas dos años. En los tres álbumes figura el prominente y distintivo trabajo de Hazel en la guitarra, que más tarde influiría en el futuro de muchos guitarristas de funk y rock. 
Maggot Brain es tal vez la declaración musical definitiva de Funkadelic, y el título de la canción Maggot Brain contiene un solo de guitarra de diez minutos el cual es el momento definitivo de Hazel y una pieza musical que lo hizo leyenda, en el 2008 la revista Rolling Stone la cito en la posición #60 en su lista de las 100 más grandes "canciones de guitarra" de todos los tiempos. Clinton le dijo a Hazel durante la sesión de grabación "toca como si tu madre acabara de morir", y el resultado fue una canción épica con diferentes sonidos de la guitarra de Hazel. El término, "Maggot Brain", se refiere tanto a Hazel como por su increíble consumo de diversas drogas.
Hazel no era el único miembro de Funkadelic que tenía problemas con la droga. Ross dejó el grupo debido a una mala experiencia con LSD. Fulwood también consumía drogas con Hazel, por lo que Clinton decidió suspender sus sueldos para que no se gastaran el dinero por completo en drogas. Nelson y Hazel dejaron oficialmente Funkadelic a finales de 1971 por disputas financieras con Clinton, aunque Hazel contribuyó con el grupo esporádica mente durante los próximos años. En los Álbumes America Eats Its Young (1972) y Cosmic Slop (1973) y las Canciones de Parliament de 1970 a 1973 (incluidas más tarde en Rhenium y First Thangs figuran pocas aportaciones de Hazel. En cambio Hazel empezó a trabajar con The Temptations (junto con Nelson) apareciendo en los álbumes 1990 (1973) y A Song for You (1975).
Hazel actuó como una fuerza mayor creativa detrás del álbum de Funkadelic llamado Standing on the Verge of Getting It On y en el álbum de Parliament Up for the Down Stroke. Predomina la guitarra de Hazel en el primero, mientras que en el segundo aportó acompañamientos y canto, además de que coescribió canciones de los dos. En "Standing on the Verge of Getting It On" seis de todas las canciones el crédito de escritor eran en nombre de Grace Cook, la madre de Hazel. (Esto era un gambito para Hazel, para evitar dificultades contractuales con los derechos de la industria editorial. El crédito de "G.Cook" aparecería unas veces más tarde en los demás álbumes de Funkadelic.), mientras tanto con "Up for the Down Stroke" aparece su nombre en las canciones "The Goose" y "Whatever Makes Baby Feel Good" además de sus trabajos de Guitarra.
En 1974, Hazel fue arrestado por asaltar a una azafata de una línea aérea, como también por cargos de posesión de droga. Mientras él estaba en la cárcel, Clinton reclutó a Michael Hampton como el nuevo guitarrista de Parliament-Funkadelic para sustituir a Hazel. Hampton fue contratado en el lugar después de que la audición luego de interpretar la canción firma de Hazel "Maggot Brain". Hampton tenía sólo diecisiete años, la misma edad que había tenido Hazel cuando se unió a The Parliaments.
En los próximos años, Hazel apareció ocasionalmente en los álbumes de Parliament y Funkadelic , y su trabajo en la guitarra rara vez se presentó. Una canción en la que figura la guitarra de Hazel es "Comin' Round the Mountain" en el álbum Hardcore Jollies (1976). Aparece en la guitarra para el álbum de Parliament Live: P-Funk Earth Tour de 1977. Estuvo totalmente ausente en One Nation Under a Groove (1978), el álbum con más éxito comercial de Funkadelic. En P-Funk All Stars' Live At The Beberly Theater (grabado en 1983 y lanzado en 1990) Hazel estaba en el fondo del escenario durante "Maggot Brain"- su canción insignia- por el guitarristas Hampton y DeWayne "Blackbyrd" McKnight, mientras tanto trabajó con George en su carrera solista hasta 1985, los trabajos de Parliament y Funkadelic de 1989 y 1992 y el álbum Dope Dog de P-Funk All Stars, publicado con Hazel ya fallecido. En 2007, 2008 y 2009 se publicaron trabajos de Funkadelic sin un álbum anterior (como Parliament) en los que aparece Hazel.
En 1977, Hazel grabó un álbum en solitario llamado Game, Dames and Guitar Thangs, con el apoyo de otros miembros de Parliament y Funkadelic, incluyendo las voces de The Brides of Funkenstein, mientras que en 1994 se publicaron dos álbumes, uno de grabaciones de Hazel sin un álbum y otros recopilatorio.

## Muerte
El 23 de diciembre de 1992, Hazel murió de hemorragias internas y fallo hepático, después de una larga lucha con los problemas estomacales relacionados con el alcoholismo y el abuso de drogas. El tema "Maggot Brain" fue tocado durante su funeral.

## Discografía
- Game, Dames and Guitar Thangs (1977), Warner Bros.
- A Night for Jimi Hendrix (Live At "Lingerie Club", Hollywood, 1990) [feat. Krunchy]
- Jams From the Heart (1994), JDC - EP
- Rest in P (1994), P-Vine
- At Home (With Family) (2006), Eddie Hazel
- The Basement Rehearsals (feat. Krunchy) (2014)

### Apariciones
En una carrera de 25 años, Eddie Hazel trabajó con muchos músicos en especial relacionados con P-Funk.
- Ruth Coperland: "Self Portait" (1969)
- Funkadelic: "Funkadelic" (1970)
- Parliament: "Osmium" (1970)
- Funkadelic: "Free Your Mind...and Your Ass Will Follow" (1970)
- Ruth Coperland: "I Am what I Am" (1971)
- Funkadelic: "Maggot Brain" (1971)
- Funkadelic: "America Eats Its Young" (1972)
- Funkadelic: "Cosmic Slop" (1973)
- The Temptations: "1990" (1973)
- Funkadelic: "Standing on hte Verge of Getting It On" (1974)
- Parliament: "Up for the Down Stroke" (1974)
- The Temptations: "A Song for You" (1975)
- Funkadelic: "Let's Take It to the Stage" (1975)
- Funkadelic: "Hardcore Hollies" (1976)
- Parliament, Funkadelic: "Live: P-Funk Earth Tour" (1977)
- Bernie Worrell: "All the Woo in the World" (1978)
- Funkadelic: "Uncle Jam Wants You (Rescue Dance Music from the Blahs)" (1979)
- The Brides of Funkenstein: "Never buy Texas from a Cowboy" (1979)
- Funkadelic: "The Electric Spanking of War Babies" (1981)
- George Clinton: "Computer Games" (1982)
- P-Funk All Stars: "Urban Dancefloor Guerillas" (1983)
- George Clinton: "You Shouldn't-nuf Bit Fish" (1983)
- George Clinton: "Some of my Best Jokes are Friends" (1985)
- Parliament: "Rhenium" (1989)
- P-Funk All Stars: "Live at the Beverly Theather" (1990)
- Parliament: "First Thangs" (1992)
- P-Funk All Stars: "Dope Dog" (1993)
- Parliament, Funkadelic: "Live: 1976-1993" (1993)
- The Parliaments: "I Wanna Testify, A Historic Compilation of Vintage Soul" (1994)
- Axiom Funk: "Funkcromicon" (1995)
- Funkadelic, Parliament: "Live: Meadowbrook, Rochester, Michigan – 12th September 1971" (1996)
- Funkadelic: "By Way of the Drum" (2007)
- Funkadelic: "Toys" (2008)
- Funkadelic, United Soul: "U.S. Music with Funkadelic" (2009)